# 3 Pułk Saperów im. gen. Jakuba Jasińskiego
3 Pułk Saperów im. gen. Jakuba Jasińskiego (3 psap) – samodzielny pododdział wojsk inżynieryjnych Wojska Polskiego.

## Historia pułku
3 Pułk Saperów został sformowany zarządzeniem Szefa Sztabu Generalnego WP nr 056/Org. z 2.08.1994 roku na bazie rozformowywanego 13 Ośrodka Szkolenia Specjalistów Wojsk Inżynieryjnych w dniu 1 maja 1995 i włączono w skład Korpusu Powietrzno-Zmechanizowanego z miejscem postoju w Dębicy.
Pułk był oddziałem inżynieryjnym Korpusu Powietrzno-Zmechanizowanego przeznaczony do realizacji zadań zabezpieczenia inżynieryjnego.
3 pułk saperów brał udział w „powodzi tysiąclecia” w 1997 roku, gdzie pomagali mieszkańcom Podkarpacia wystawiając 6 transporterów pływających PTS oraz 120 żołnierzy, następnie usuwał skutki powodzi, wystawiając jeszcze dodatkowo maszyny do prac ziemnych, do naprawy brzegów rzek i usuwania połamanych drzew.
W 1997 żołnierze pułku usypali kopiec (7 metrów wysokości i 18 metrów średnicy) w Pierzchowie koło Gdowa w miejscu urodzenia generała Jana Henryka Dąbrowskiego i w 200-rocznicę powstania Mazurka Dąbrowskiego.
4 maja 2000 roku prezydent RP Aleksander Kwaśniewski odwiedził 3 pułk saperów w Dębicy z okazji 120. rocznicy utworzenia Garnizonu Wojskowego w Dębicy i dokonał odsłonięcia obelisku z tablicą pamiątkową „Chwała Saperom” – poświęconą saperom poległym podczas II wojny światowej.
Od 1999 do 2000 roku saperzy z Dębicy zlikwidowali 30 tysięcy sztuk „zardzewiałej śmierci”.
Pułk został rozformowany na podstawie rozkazu Szefa Sztabu Generalnego WP nr 082/Org./P5 z 9 marca 2001, następnie rozkazu Dowódcy Wojsk Lądowych nr 064/Org. z 3 kwietnia 2001 roku, następnie rozkazu Dowódcy Śląskiego Okręgu Wojskowego nr Pf-16/Org. z 19 kwietnia 2001 i ostatecznie rozkaz Dowódcy Korpusu Powietrzno-Zmechanizowanego nr Z-64 z 23 maja 2001 r.

## Misje
Żołnierze pułku uczestniczyli w następujących misjach pokojowych:
- UNDOF – Siły Narodów Zjednoczonych ds. Nadzoru Rozdzielenia Wojsk na Wzgórzach Golan,
- UNIFIL – Tymczasowe Siły Zbrojne Narodów Zjednoczonych w Libanie,
- UNPROFOR – Siły Ochronne Narodów Zjednoczonych w Jugosławii SFOR – (tereny byłej Jugosławii),
- UNTAC – Wojskowy Zespół Łącznikowy Narodów Zjednoczonych w Kambodży.

## Dowódcy pułku
- płk dypl. Henryk Wolski – od 1 maja 1995 do 4 kwietnia 1997
- płk dypl. Bogusław Placek – od 4 kwietnia 1997 do 31 grudnia 2001

## Sztandar
Decyzją Prezydenta Rzeczypospolitej Polskiej z dnia 5 lipca 1995 roku pułkowi nadano sztandar ufundowany przez społeczeństwo Dębicy oraz ziemi dębickiej i mieleckiej.

## Odznaka pamiątkowa
Odznakę stanowi krzyż Virtuti Militari, a na nim umieszczony jest herb miasta Dębicy, nad herbem złota korona. Na ramionach krzyża umieszczono daty – rok sformowania 13 Batalionu Saperów w Armii Polskiej we Francji w 1917, datę przeformowania 13 Ośrodka Szkolenia Specjalistów Wojsk Inżynieryjnych na 3 Pułk Saperów – 1995, cyfra 3 i skrót nazwy pułku – „psap”.